# Carl Otto Werkelid

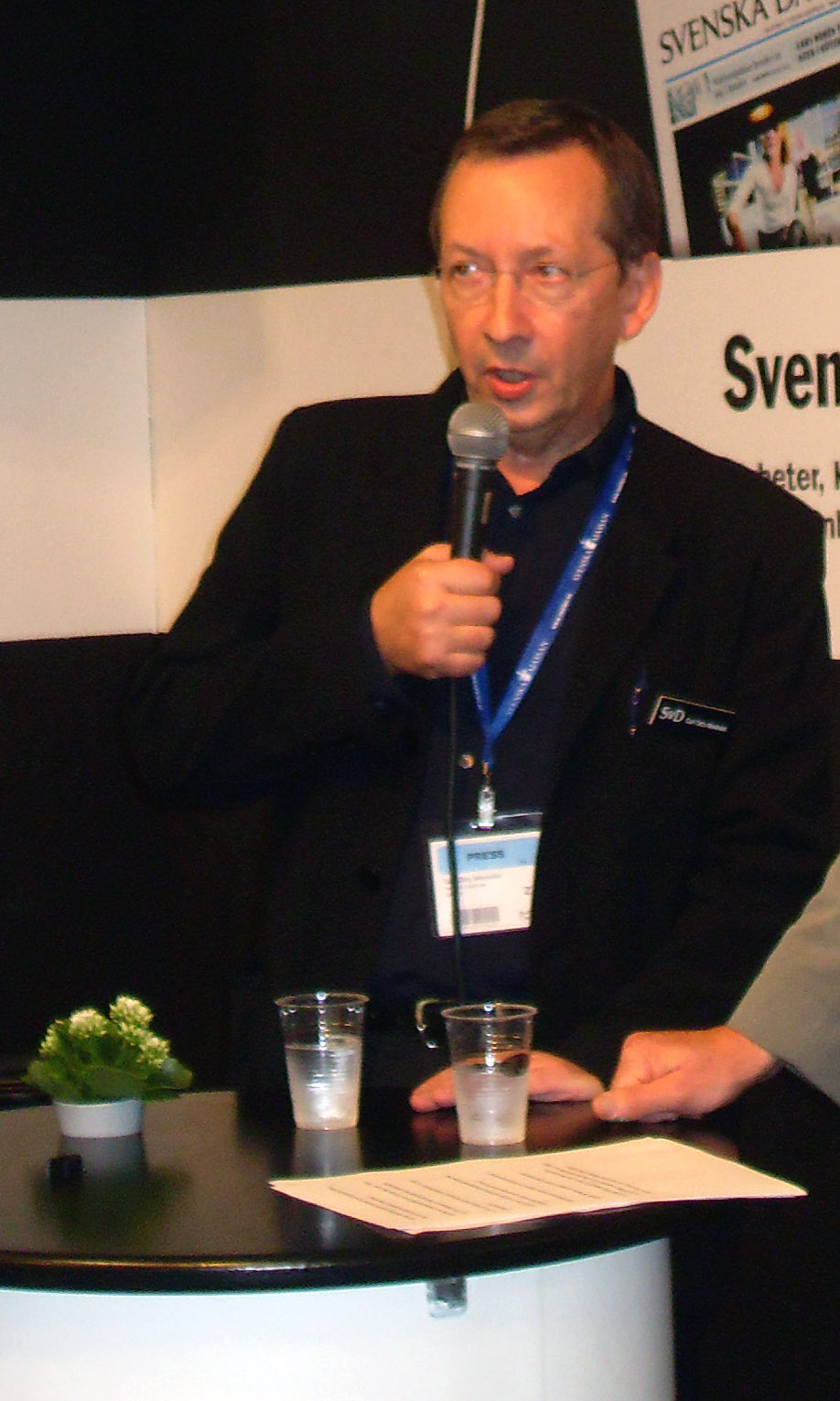
Carl Otto Werkelid på Bok- & Biblioteksmässan i Göteborg 2008

Carl Otto Werkelid, född 30 mars 1951 i Västra Skrävlinge församling i Malmö, är en svensk journalist, författare och tidigare kulturråd vid Sveriges ambassad i London.
Werkelid var anställd vid Svenska Dagbladet från 1978, 2001–2008 som chef för kulturredaktionen. Han skrev även kolumner i tidningens kulturdel. Före anställningen hos Svenska Dagbladet var han under ett par år informationsansvarig hos Möbelinstitutet.
Den 12 augusti 2008 lämnade Werkelid Svenska Dagbladet med motiveringen att han inte hade "samma syn på kulturens vikt i tidningen" som tidningens ledning. Avhoppet skedde enligt egen utsago utan vetskap om att han två dagar senare skulle komma att utses av regeringen till kulturråd vid Sveriges ambassad i London, där han var 2008–2013.
Hösten 2008 tilldelades Werkelid kulturpriset Till Adam Brombergs minne för sin seriösa journalistik. 
Werkelid är katolik och under sin tid på Svenska Dagbladet skrev han mycket om katolska personligheter och frågor. Han har dock, som tidningen Dagen uttryckt det, "inte alltid samma åsikter som påven", vilket gjorde vissa av hans uttalanden omstridda inom Katolska kyrkan, i alla fall i en del kretsar. Under hösten 2008 förde Werkelid upp en debatt om att man måste acceptera att Sverige är mångreligiöst lika mycket som att det är mångkulturellt och att svensk massmedia måste börja bevaka tro och religion betydligt mer. Han har tidigare bland annat lett radioprogrammet Tankar för dagen i Sveriges Radio P1 som "katolsk representant" och medverkat i Katolskt magasin, senast med "En hyllning till vännen Gunnel Vallquist" .